# 镇海口海防遗址
29°57′39.77″N 121°43′20.87″E / 29.9610472°N 121.7224639°E
镇海口海防遗址是位于中国浙江省宁波市甬江口两岸的一组海防遗迹的总称。遗址位于今宁波市镇海区和北仑区，分布范围约2平方千米。遗址年代从明代至民国，集中了抗倭、抗英、抗法、抗日时期的海防遗址和相关遗迹。1996年，镇海口海防遗址中的14处遗迹被列入第四批全国重点文物保护单位，1997年被列入第一批全国爱国主义教育示范基地。

## 历史

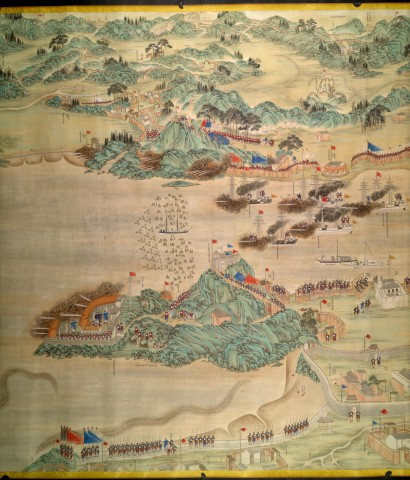
中法战争时期的镇海口海防布置情形图

镇海口的屯兵的历史可以追溯到东汉阳嘉元年（132年）。东晋隆安四年（400年）爆发的孙恩起义是镇海口首次受到来自海上攻击，而南宋绍兴三年（1133年）建立的沿海制置司则是中国首个海军衙门。自明代起，镇海口先后经历倭寇袭扰、第一次鸦片战争、中法战争、抗日战争，留下一系列海防遗迹。

### 抗倭
自元代起，倭寇开始袭扰镇海口，至明代嘉靖年间达到顶峰，前后延续200余年，其中尤以嘉靖三十五年（1556年）最为严重。在此之间，还发生了日本使者因幕府内乱而导致的争贡之役。因为战乱，镇海县的人口也从洪武年间的9.88万人下降到嘉靖年间的3.87万人。为防御倭寇，自元大德八年（1308年）始，定海（即镇海）设千户所。明洪武二十年（1387年）信国公汤和修建定海卫城。嘉靖三十九年（1560年），都督同知卢镗在招宝山巅主持修建威远城，城中设火炮4尊，这是镇海口首次设置火炮。戚继光、俞大猷等名将都曾在镇海口阻击倭寇:3-7。

### 抗英
1840年7月10日，自广东沿海北上的英国东方远征军舰队在占领定海（今属舟山市）县城后封锁镇海口并尝试登陆，此后与镇海口守军和乡勇发生冲突，造成上百人死亡，英军亦有20余人被俘。钦差大臣伊里布与英军司令懿律和谈，商定英方撤退一半，中方释放战俘。当年，南拦江、北拦江炮台建成，次年又增设石垒，架设大炮，林则徐也在1841年6月协办镇海口防务，考察炮台等设施，7月离开镇海赴伊犁。10月9日，英舰11艘集结于镇海口外游山海面，次日黎明猛攻镇海口，并在江南笠山、钳口门两处登陆，当日上午金鸡山失守。11时，英军炮轰镇海县城、威远城及招宝山炮台，随后在钩金塘和招宝山东侧登陆，仰攻威远城导致火药库爆炸，守军怯敌而逃。随后英军据招宝山巅炮轰镇海县城，同时步兵攻入县城东门，钦差大臣裕谦等官员自杀殉国。两天后英军进攻宁波府城，守城官员不战而逃。1842年3月，清军由扬威将军奕经率领多省反攻部队欲收复镇海口，其中两路分别负责收复镇海县城和威远城，但因军机泄露，均告败退。4月镇海民众伏击英军，其中以“黑水党”最为著名。至5月，除招宝山英军外其余英军大都撤退，招宝山英军在《中英南京条约》签订后的10月撤退。是役造成威远城严重损坏，后于1845年修缮，新增火炮等军事设施。1854年于东岳宫侧修建昭忠祠，纪念裕谦等殉难者，现已不存:9-16。

### 抗法
1877年，清政府在招宝山东麓建造威远炮台，这是镇海首座大型炮台，次年由守备吴杰统帅炮兵。1880年，金鸡山、小浃江口兴建靖远、镇远炮台，1883年12月中法战争爆发，浙江提督欧阳利见于金鸡山建天然、自然炮台，招宝山附近增建定远、安远炮台。同年，为增强招宝山的防御能力，前后山处增建月城。次年2月，为防止法国舰队闯入甬江，甬江口设置由水雷、渔网和木桩构成的防线，开口处备有大船用于随时沉船堵口，三艘南洋水师舰艇亦在甬江口防线内靠泊。与此同时，由宁绍台道薛福成采取外交手段，将宁波城内的法国商人、传教士也被迁移到江北岸予以监视。1854年2月，法军抵达镇海口外，3月1日起开始轰击威远炮台，炮台守备吴杰指挥守军还击，重创法舰纽回利号。3日，法舰再袭镇海口，守军还击击中头桅，压伤多人。3月10日后，法舰只是远距离开炮，并未靠近。3月21日，法舰被守军偷袭，此后陆续退守金塘海面，改为封锁甬江口，至4月15日中法停战:17-21。1936年县人集资建成吴公纪功碑亭，纪念吴杰的战功。

### 抗日

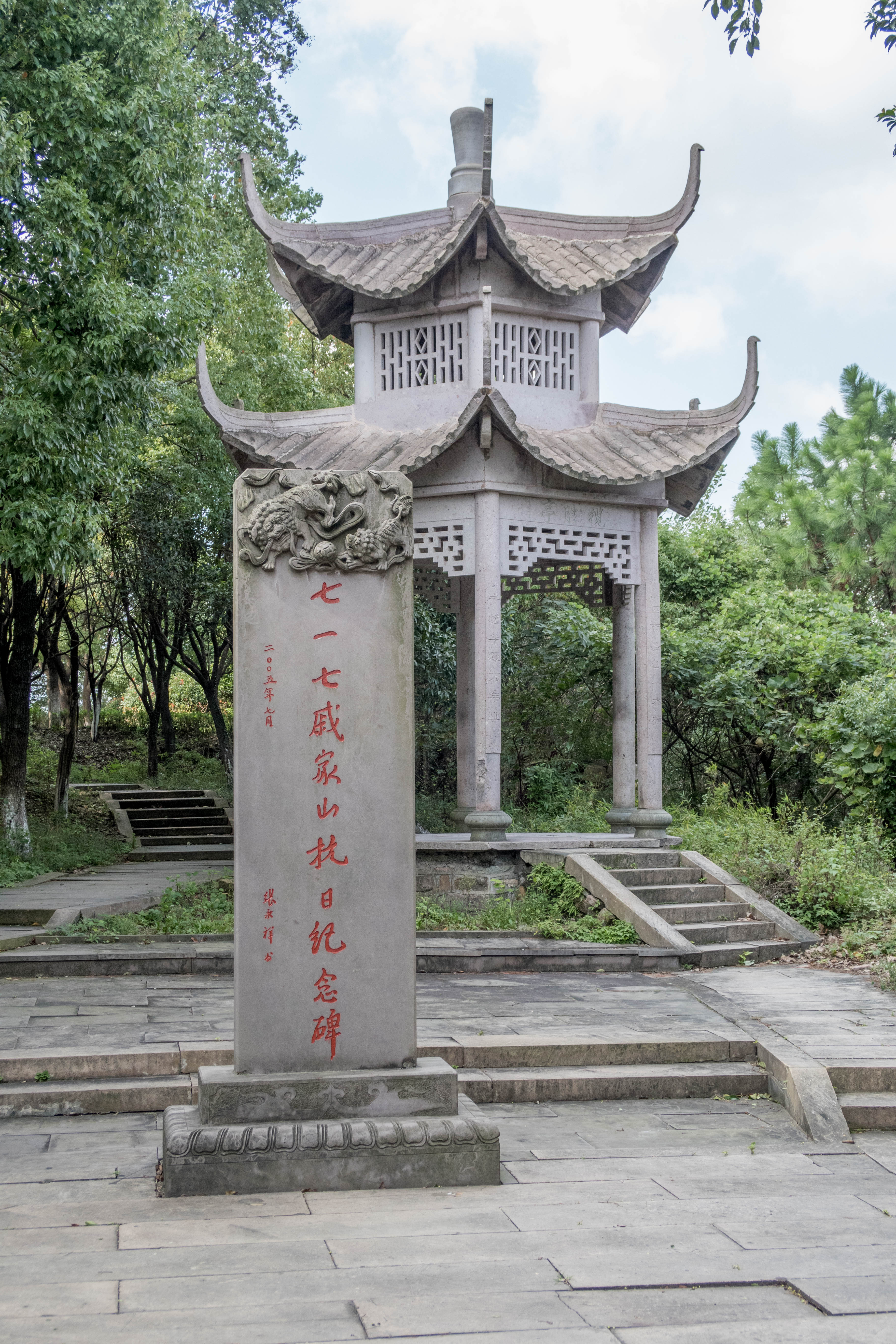
位于戚家山上的七·一七抗战纪念碑

抗日战争爆发前的1934年，国民政府聘请德国军事顾问佛采尔制定《宁波区海防设备实施计划》，将甬江口两岸及长跳嘴、老鼠山一带定为日军最有可能登陆的区域，在此设置多座掩体。此后的1936年，鉴于中法战争时期修建的炮台不够牢固，且位置过于靠内，安远、平远、绥远三座炮台被废弃，在钳口门炮台山建成新镇远炮台，与原威远、宏远炮台合用，同时修建和更新了弹药库、探照灯等设施。抗日战争爆发后，镇海口在相当长的一段时间内没有受到日军主力的进攻，因而抗战物资仍在经宁波转运。至1940年7月起，日军开始在镇海口频繁活动，炮击海岸，自16日开始，约30余艘日舰抵达甬江口，军舰和飞机向各要塞射击。次日日军500余人在老鼠山登陆，守军无法抵抗，退守王家溪口、孔墅岭一带。午后日军400人又在后海塘等地登陆，下午5时镇海县城陷落。是日，国军一九四师各团自宝幢、龙山、保国寺增援镇海，驻守上虞的第十六师也前往镇海增援。次日7时，国军自江南、江北开始反攻。中日两军在戚家山展开拉锯战，至21日下午日军放弃戚家山，当晚日军在炮火掩护下从镇海口撤退。此次战斗国军和日军均伤亡千人左右。1941年4月15日起，日军再度增兵镇海口并对国军驻地实施轰炸并尝试登陆，遭到守军抵抗。4月19日，日军从多地抢滩登陆，当日镇海口防线被突破，镇海县城再次陷落，日军占领至1945年方才结束:22-28。

## 主要遗迹
镇海口现存海防遗迹年代自明代至20世纪，现存城址、炮台、营垒、瞭望台、烽堠、碉堡等设施共30余处:30，分布范围集中在镇海口附近2平方公里的范围，其密度、丰富性和完整性在中国现存海防遗址中较为罕见。

### 城址
威远城位于招宝山巅，扼守甬江口，被清浙江提督欧阳利见指为明代沿海数座守边城池中最为重要的城池。威远城由都督卢镗和海道副使谭纶主持修建于明嘉靖三十九年（1560年）抗倭期间，此后历代重修，现存周长502米，高7.4米，东北、西南设有城门。西南城门有“威远城”门额，内门两侧有楹联“海不扬波千古定，地无爱宝一山招”。城内曾设置军营并设有铁炮。第一次鸦片战争和抗日战争期间，威远城曾遭到较为严重的破坏。城内有宝陀寺一座，现存圆通宝殿建于清代。城内曾有40余方碑刻，现存11方，刻于明清，其中明代4方，清代7方。碑刻中的7方为军政首脑的题字，其余4方则为史实记叙，其中包含记叙中法战争镇海之战情形的“保护宝陀寺勒石碑记”:36-37。
1883年中法战争前夕，驻镇海淮军统领杨歧珍以威远城过高，威远炮台过露，于山腰新建月城，作为威远炮台的接应，同时拱卫威远城。现存月城长60米，门高3.8米，门额刻有“海宇乂安”四字，门洞内嵌欧阳利见书《增筑招宝山月城碑记》一方:33。
镇海县城原为明代定海卫城，始建于吴越天宝二年（909年），至元代毁坏，明洪武二十年（1387年）信国公汤和拓建卫城，周长1288丈，高2丈4尺。北城墙与海塘合一，既可抵挡海潮，也可作海防之用。除北城墙外其余城墙开5门，分别为城东的镇远门，城南的南熏门和清川门以及城西的武宁门和向辰门。现仅存和后海塘相连的北城墙。
- 威远城东南门
- 明清碑廊
- 月城
- 镇海后海塘城塘合一部分

### 炮台

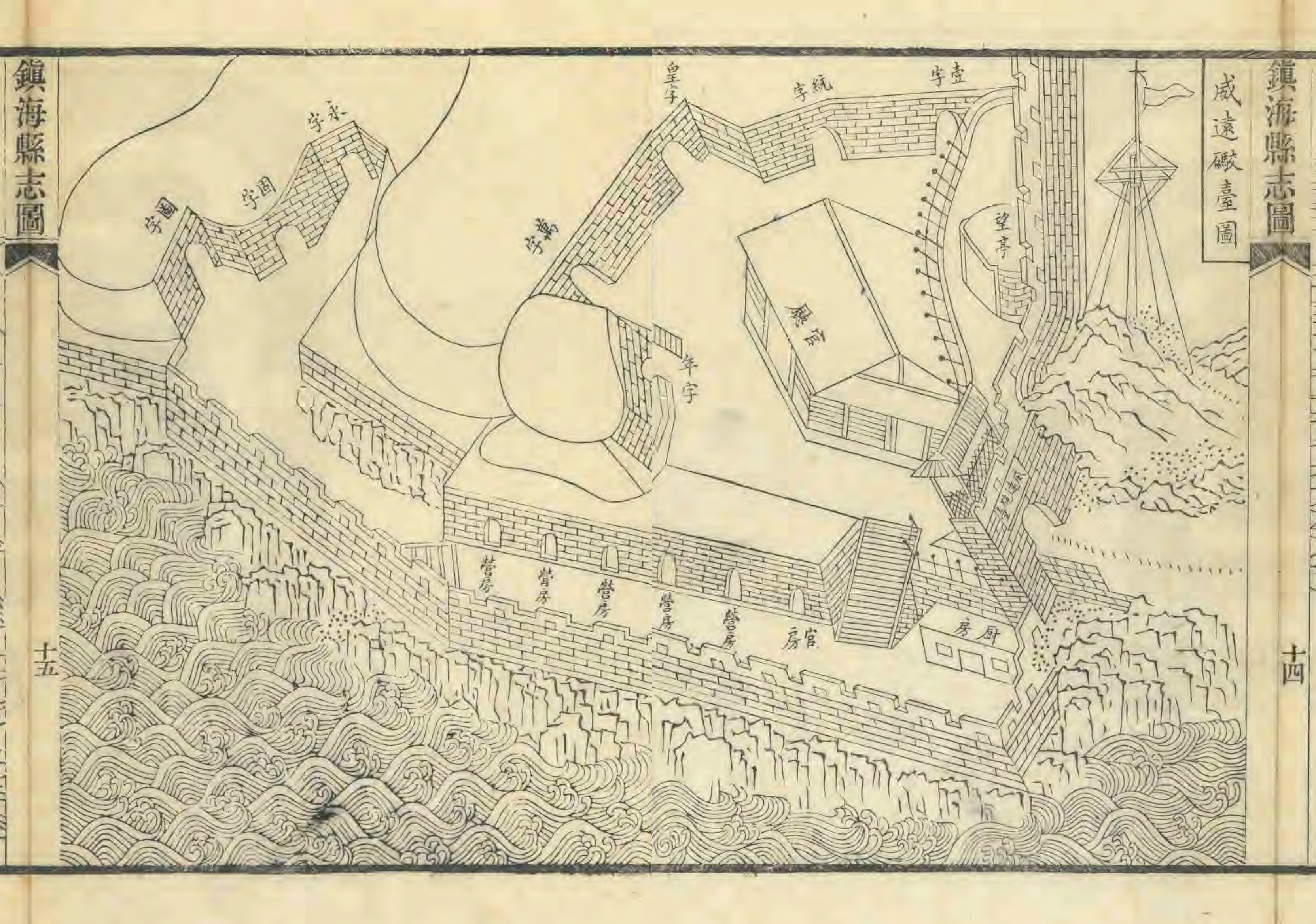
清光绪五年（1879）《镇海县志》威远炮台图

镇海口最早的炮台建于明代，威远城建成次年即在城内设置炮台，清初在县城三面各筑炮台。1840年第一次鸦片战争期间，修建北拦江和南拦江炮台。中法战争前的1877年至1884年间，新建威远、定远、镇远、靖远、天然、自然炮台并扩建南拦江炮台。中法战争结束后，又新建宏远、平远、绥远、安远炮台，同时为各炮台增添克虏伯后膛炮。民国二十年（1931年）《镇海县志》共载有炮台12座。至抗日战争前夕，国民政府裁撤平远、绥远、安远炮台，于钳口门炮台山建成新镇远炮台，与威远、宏远炮台共同防御镇海口，后遭到日军破坏。
现存炮台中，安远炮台位于甬江北岸。该炮台由宁波府同知杜冠英督造，建于1887年，使用三合土修建，民国时使用水泥加固。炮台呈圆形，内径16.5米，高6米，设有前后两炮门，分别面对甬江上下游，抗日战争前废弃。宏远、镇远、靖远、平远炮台位于甬江南岸。其中，宏远炮台位于笠山东北麓，1887年由杜冠英督造，时为镇海口第一道防线。现存清代三合土炮台部分残墙和民国钢筋混凝土炮台一座。镇远炮台位于小浃江口，今开发区四号桥西南侧，始建于1880年。炮台为梯形立面，损毁严重，现仅有2间三合土营房保存完整。靖远炮台位于金鸡山东北麓，始建于1880年。炮台为梯形立面，三合土修筑，表面较为完整，顶部损毁。平远炮台位于金鸡山东北山腰，建于1887，现损毁严重，仅存部分三合土残墙:37-41。
- 安远炮台
- 宏远炮台
- 镇远炮台遗址
- 靖远炮台遗址
- 平远炮台残墙

### 配套设施
镇海口存留有营垒、瞭望台、烽堠、碉堡等军事配套设施。
民国二十年《镇海县志》曾记载镇海口有七家山（戚家山）、金鸡山、中营等多座营垒。现存的戚家山营垒位于北仑区戚家山山顶，由总镇杨春和主持修建于1881年，为清军二线兵营所在地。营垒由石块堆积而成，呈椭圆形，残长600米，高至3米。1940年7月21日，国军与日军曾在此拉锯:42。
金鸡山瞭台位于金鸡山巅，坐西南朝东北，建于1884年。瞭台为条石筑成，现存建筑高5.4米，东北侧有欧阳利见手书“督师御敌处”石碑一通，附近有告诫村民不要破坏军事设施的保护军门遗迹碑一通，还曾建有营垒及通往天然、自然炮台的壕沟:41-42。
1936年秋，为防御日军入侵，国民政府聘请德国军事顾问佛采尔制定《宁波区海防设备实施计划》。根据此计划，在甬江口两岸修建了多处钢筋混凝土掩体。其中，位于甬江北岸的碉堡分布于招宝山和后海塘一带，共8座，甬江南岸蛟山阁、鲤鱼山附近也有存留。
- 戚家山营垒残墙
- 金鸡山瞭台
- 嵌于镇海后海塘城墙中的碉堡

### 相关史迹
镇海口也存留了一部分与海防和战争相关的史迹，包括与作战将领相关的史迹和碑祠等纪念设施遗迹。
嘉靖三十三年（1554年），抗倭将领俞大猷擢升南直隶总兵，离开镇海赴任。两年后，民众在镇海镇远门内修建生祠纪念，嘉靖三十八年（1559年）立碑4方，碑文由丰坊撰写。清雍正二年（1724年）俞公祠圮，县人重修。1957年俞公祠被拆毁，1994年镇海中学扩建操场时发现俞公祠遗址和碑，并将碑迁移至梓荫山后。
镇海文庙始建于北宋雍熙二年（985年），主要建筑位于今镇海中学内，历史上曾多次重修，其中的泮池始建于南宋绍兴八年（1138年），南宋嘉定四年（1211年）建三桥于其上。现存大成殿1937年建成，由木构改为钢筋混凝土结构。第一次鸦片战争和中法战争期间，将领曾在文庙大成殿商议军务。1841年10月10日，镇海被英军攻破。当日，钦差大臣裕谦在泮池投池殉国，为第一次鸦片战争中殉国的最高级官员。
镇海城区两处遗迹和中法战争中开炮击伤法舰的炮台守备吴杰有关。一处是位于胜利路与人民路交叉口的吴杰故居，另一处则是梓荫山西麓的吴公纪功碑亭。吴杰故居占地面积1869平方米，由东西两院构成，分别建于1886年和1895年。吴公纪功碑亭建于1936年10月吴杰诞辰百周年时，为四柱歇山顶亭，碑文由湘潭人袁思亮撰写，镇海县人俞佐庭书写。
- 俞大猷生祠碑记
- 镇海文庙泮池
- 吴杰故居
- 吴公纪功碑亭

### 列表
下表列出的是现存的镇海口海防遗迹：
| 名称               | 地址                               | 年代           | 坐标                                                          | 保护级别             |
| ------------------ | ---------------------------------- | -------------- | ------------------------------------------------------------- | -------------------- |
| 威远城             | 镇海招宝山巅                       | 明～民国       | 29°57′44.307″N 121°43′15.293″E / 29.96230750°N 121.72091472°E | 全国重点文物保护单位 |
| 明清碑刻           | 镇海威远城内                       | 明～清         | 29°57′47.624″N 121°43′19.159″E / 29.96322889°N 121.72198861°E | 全国重点文物保护单位 |
| 月城               | 镇海招宝山东北侧山腰               | 1883年         | 29°57′51.144″N 121°43′21.84″E / 29.96420667°N 121.7227333°E   | 全国重点文物保护单位 |
| 安远炮台           | 镇海招宝山南麓                     | 清～民国       | 29°57′39.556″N 121°43′22.104″E / 29.96098778°N 121.72280667°E | 全国重点文物保护单位 |
| 吴公纪功碑亭       | 镇海中学梓荫山西麓                 | 1936年         | 29°57′31″N 121°42′58″E / 29.958587°N 121.716032°E             | 全国重点文物保护单位 |
| 俞大猷生祠碑记     | 镇海中学内                         | 明             | 29°57′32″N 121°43′00″E / 29.958826°N 121.716633°E             | 全国重点文物保护单位 |
| 泮池（裕谦殉难处） | 镇海中学内                         | 清             | 29°57′26″N 121°42′56″E / 29.957217°N 121.715480°E             | 全国重点文物保护单位 |
| 吴杰故居           | 镇海胜利路与人民路路口             | 1886年、1895年 | 29°57′11.535″N 121°42′45.014″E / 29.95320417°N 121.71250389°E | 全国重点文物保护单位 |
| 戚家山营垒         | 北仑戚家山顶端                     | 1881年         | 29°57′2.94″N 121°43′56.091″E / 29.9508167°N 121.73224750°E    | 全国重点文物保护单位 |
| 金鸡山瞭台         | 北仑金鸡山顶端                     | 1884年         | 29°57′26.479″N 121°43′54.561″E / 29.95735528°N 121.73182250°E | 全国重点文物保护单位 |
| 靖远炮台           | 北仑金鸡山东北麓                   | 1880年         | 29°57′31.798″N 121°44′3.095″E / 29.95883278°N 121.73419306°E  | 全国重点文物保护单位 |
| 平远炮台           | 北仑金鸡山东北麓                   | 1887年         | 29°57′37″N 121°43′55″E / 29.96020302°N 121.73204589°E         | 全国重点文物保护单位 |
| 宏远炮台           | 北仑笠山东北麓                     | 1887年、1936年 | 29°58′15.581″N 121°44′51.414″E / 29.97099472°N 121.74761500°E | 全国重点文物保护单位 |
| 镇远炮台           | 北仑开发区四号桥西南侧             | 1880年         | 29°58′4.684″N 121°44′48.434″E / 29.96796778°N 121.74678722°E  | 全国重点文物保护单位 |
| 后海塘             | 镇海巾子山至嘉燮亭                 | 清             | 29°57′41.77″N 121°43′01.45″E / 29.9616028°N 121.7170694°E     | 浙江省文物保护单位   |
| 孔庙大成殿         | 镇海中学校内                       | 1937年         | 29°57′29″N 121°42′55″E / 29.957990°N 121.715219°E             | 镇海区文物保护单位   |
| 镇海抗日碉堡群     | 镇海区招宝山街道后海塘、招宝山一带 | 1936年         |                                                               | 镇海区文物保护单位   |
| 蛟山阁碉堡         | 北仑区戚家山街道蛟山公园           | 1936年         | 29°57′27″N 121°44′34″E / 29.957517°N 121.742659°E             | 北仑区文物保护点     |
| 鲤鱼山碉堡群       | 北仑区新碶街道算山村               | 1936年         | 29°56′36″N 121°47′52″E / 29.943385°N 121.797865°E             | 北仑区文物保护点     |
| 招宝山烽堠         | 镇海区招宝山街道招宝山北山         | 宋～明         | 29°57′52″N 121°43′18″E / 29.964536°N 121.721665°E             | 镇海区文物保护点     |

## 损毁、保护与展示

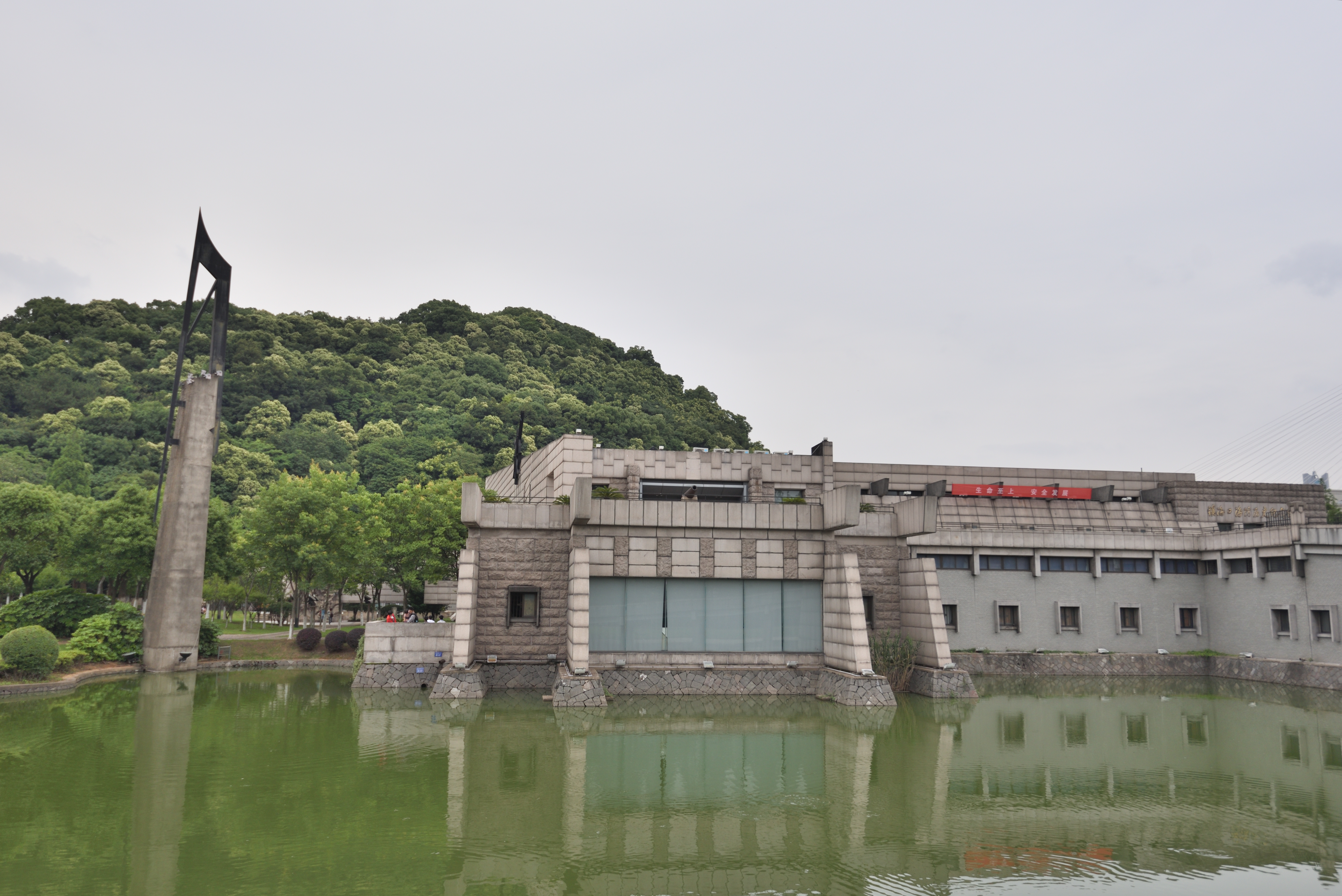
镇海口海防历史纪念馆

在历次战争中，镇海口海防设施遭到了不同程度的损毁，遗址附近的人居环境也对遗址带来了基础沉降等危害，使得炮台等设施发生开裂甚至坍塌。人为破坏也使得部分遗迹消失，2005年钳口门抗日炮台就曾因为周边建设被夷平。1983年至1985年间，威远城曾进行过维修加固，2006年对南城墙也进行了维修。20世纪90年代初，镇海中学对校内的海防遗迹进行了维修。1995年前后，安远炮台周边环境得到整治，炮台得到加固，周边增建的部分建筑被拆除:79-83。2016年起，甬江口南岸的海防遗址也进行了抢险加固。1989年12月12日，镇海口海防遗址中的威远城、月城、明清碑刻、安远炮台、吴公纪功碑亭、吴杰故居、泮池、金鸡山瞭望台、靖远炮台、平远炮台、宏远炮台、镇远炮台和戚家山营垒13处遗迹被列入浙江省文物保护单位。1996年11月20日，上述遗迹和新发现的俞大猷生祠碑记共14处遗迹被列入第四批全国重点文物保护单位。2016年8月，国家文物局对镇海口海防遗址保护规划批复立项。
1993年10月，镇海区文化部门曾在镇海鼓楼举办“镇海军民反侵略史迹展览”，在数日内吸引上万人参观，引起轰动:45。1995年4月18日，镇海口海防历史纪念馆开工建设。该馆位于招宝山麓，原东岳宫所在地，由镇海各界和宁波帮人士捐款，知名建筑学家齐康设计，1997年5月竣工，当年10月8日开馆，江泽民题写了馆名:64-66。同日，由中法战争时期浙江巡抚刘秉璋四氏孙，香港企业家刘永龄捐建的“中法战争镇海之役胜利纪念碑”在安远炮台东北侧建成，张爱萍题写了碑名:84-85。